# 中华龟科
中华龟科（学名：Sinochelyidae）是龟鳖目已经灭绝的一个科，该科生物发现于中国。对于该科的研究很少，它本身可能属于林氏龟科（Lindholmemydidae）。

## 属
- Heishanemys
- Sinochelys